# 楊光訓
楊光訓（1555年—1605年），字汝若，號華端，陝西西安府渭南縣人，民籍，明朝政治人物。同進士出身。

## 生平
萬曆元年（1573年）癸酉科陝西鄉試第十名，萬曆十四年（1586年）丙戌科會試五十六名，登三甲第二十五名。工部观政，本年任四川南充縣知縣。十八年補閬中縣，稱为神君。二十三年擢山東道御史，督課两淮鹽政。二十五年改巡漕，二十六年巡视南城，二十七年巡按山東，税使馬堂激生民變，單騎往諭，罪首事者，余得貸，事遂平。三十年巡按河南，三十一年巡视京营，三十二年遷添注順天府丞，三十三年給假归，卒。

## 家族
曾祖楊惠，曾任主簿；祖父楊鶚，曾任庠生；父楊國富，曾任儒官。母張氏。具庆下。